# Nyctidromus anthonyi
El chotacabras de Anthony o chotacabras de matorral (Nyctidromus anthonyi) es una especie de ave de la familia Caprimulgidae, orden Caprimulgiforme, que vive en Ecuador y Perú.

## Distribución y hábitat
Se encuentra en la franja costera de Ecuador y del norte de Perú, en zonas semiáridas con árboles y arbustos dispersos, pastizales, praderas secas y en las lindes de bosques tropicales. Puede ser parcialmente nómada, desplazándose con las lluvias estacionales. .

## Descripción
Mide entre 18 y 21 cm de longitud y su peso varía entre los 32 y los 420 gr, siendo la hembra ligeramente más grande y pesada que el macho. Presenta un leve dimorfismo sexual y su plumaje es críptico, de tonos pardos o pardo grisáceo con manchas de color blanco y marrón oscuro.

## Alimentación
Se alimenta de insectos que captura en vuelo.